# Crowborough
Crowborough is een civil parish in het bestuurlijke gebied Wealden, in het Engelse graafschap East Sussex. De plaats telt 20.951 inwoners.

## Vervoer
In de plaats ligt het station Crowborough.

## Bekende inwoners van Crowborough

### Geboren
- Edward Evan Evans-Pritchard (1902-1973), cultureel antropoloog
- Tom Driberg (1905-1976), journalist en Labour-politicus
- Piers Sellers (1955-2016), Brits-Amerikaans wetenschapper en ruimtevaarder

### Overleden
- Arthur Conan Doyle (1859-1930), arts en schrijver (Sherlock Holmes)
- Harry Harrison (1925-2012), Amerikaans schrijver

## Galerij

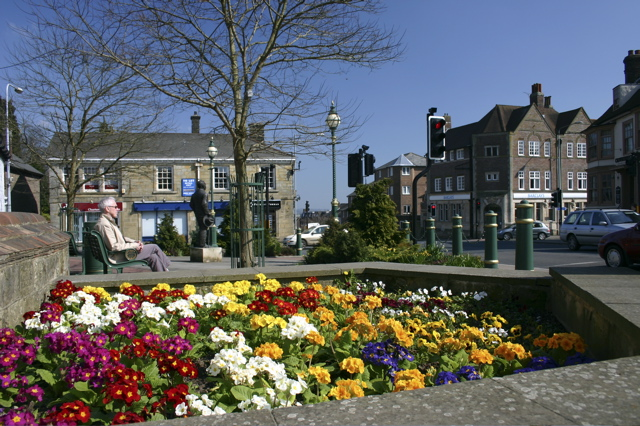
Crowborough Cross
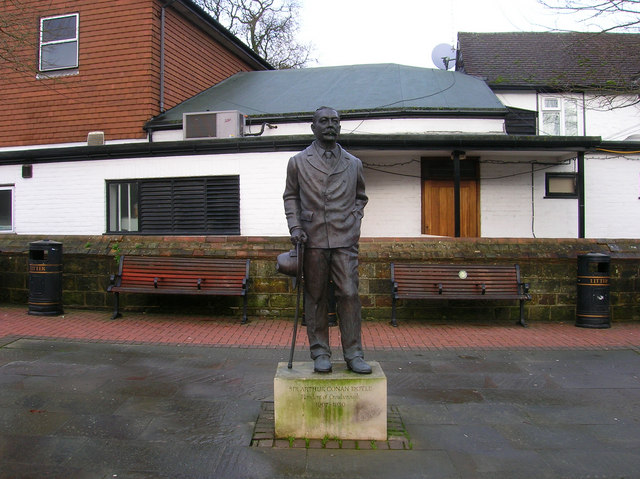
Standbeeld voor St Arthur Conan Doyle op Cloke's Corner